# Vouzela (freguesia)
Vouzela era una freguesia portuguesa del municipio de Vouzela, distrito de Viseo.

## Historia
Situada en el cruce de dos calzadas secundarias romanas, existió en su emplazamiento un castro prerromano. Sus primeras referencias documentales datan del siglo XI, en relación a un monasterio, hoy desaparecido, cuya iglesia pasó a ser la parroquia. A comienzos del siglo XIV el rey  D. Dinis le otorgó el privilegio de celebrar una feria semanal, privilegios que luego serían ampliados por el rey Manuel I.
La freguesia de Vouzela fue suprimida el 28 de enero de 2013, en aplicación de una resolución de la Asamblea de la República portuguesa promulgada el 16 de enero de 2013 al unirse con la freguesia de Paços de Vilharigues, formando la nueva freguesia de Vouzela e Paços de Vilharigues.

## Patrimonio
- En el patrimonio histórico-artístico de Vouzela destaca la ya mencionada iglesia parroquial, monumento granítico de transición entre el románico y el gótico de extrema sencillez y que presenta la peculiaridad de que su fachada se encuentra precedida -y ocultada- por un alto muro que sirve de base a la espadaña que alberga las campanas.
- Debe citarse también la iglesia barroca de la Misericordia, con fachada de granito y azulejos azules
-Por último, en el casco urbano abundan las casas solariegas, de las cuales la más célebre es la de la Cavalaria, que la tradición dice ser lugar de nacimiento del héroe medieval Duarte de Almeida y del beato Frei Gil.